# Plano de resgate econômico de 2008
O plano de resgate econômico de 2008 é um pacote de ajuda econômica de US$ 700 bilhões lançado pelo governo dos Estados Unidos a fim de evitar a quebradeira dos grandes bancos e corretoras de imóveis do país.
A medida foi necessária devido a gravidade da Grande Recessão, gerada pelo grande número de calotes nas hipotecas de imóveis, que assustou investidores e derrubou as bolsas de valores do mundo inteiro por várias vezes.

## Aprovação do pacote

### 1 de outubro
O projeto é bastante impopular nos Estados Unidos. Uma pesquisa realizada pelo jornal USA Today revelou que apenas 22% dos eleitores apoiavam.
Muitos estadunidenses consideram o pacote uma proposta de ajuda aos banqueiros e, em um ano de eleições legislativas (além da presidencial), muitos congressistas que são candidatos à reeleição consideraram politicamente arriscado demais votar a favor da proposta.
Com isso o Senado estadunidense rejeitou a proposta, fazendo as bolsas do mundo todo despencar.

### 3 de outubro
A aprovação deste plano de resgate econômico foi votado pelo Senado do país em 3 de outubro de 2008 lançando US$ 700 bilhões em ajuda a empresas afetadas pela crise econômica dos Estados Unidos. Na tentativa de ampliar o apoio para que o plano fosse aprovado, o custo do projeto teve um aumento de US$ 150 bilhões, o que inclui corte de impostos para a classe média e incentivos a pequenas empresas.
Com isso, as bolsas asiáticas desabaram, chegando a perdas de até 10% em Jacarta, Indonésia e 5% em Hong Kong. O motivo disso, é a insegurança de que o plano do governo seja realmente eficaz à crise.

## Em outros países
Além dos Estados Unidos, países como Suécia, Dinamarca, Portugal e Alemanha lançaram pacotes de ajuda na economia, a fim de estabilizar o mercado.

## Riscos para o Brasil
O Brasil não está imune à crise e corre o risco de sofrer "uma bolha na agricultura" diante da crise internacional. O alerta é do nobel de economia, Joseph Stiglitz, de que o Brasil precisa se preparar para enfrentar um cenário em que os créditos estarão escassos por vários meses ainda. O economista estadunidense ainda aponta que a crise marca o fim de uma era, alerta que a Europa pode ter problemas tão severos quanto a dos Estados Unidos, pede um plano europeu para salvar a economia e alerta que o pior pode ainda estar por vir.